# Украинка (Серышевский район)
В Амурской области в Архаринском районе тоже есть село Украинка.
Украинка — село в Серышевском районе Амурской области России.
Административный центр Украинского сельсовета.

## География
Расположено в 12 километрах к востоку от районного центра пос. Серышево.
Восточнее села проходит автотрасса Чита — Хабаровск.

## Население
| 2002  | 2010  | 2012  | 2013  | 2014  | 2015  | 2016  |
| ----- | ----- | ----- | ----- | ----- | ----- | ----- |
| 889   | ↗1215 | ↗1221 | ↘1214 | ↘1211 | ↘1205 | ↘1203 |
| 2017  | 2018  |       |       |       |       |       |
| ↘1187 | ↘1160 |       |       |       |       |       |

По данным переписи 1926 года по Дальневосточному краю, в населённом пункте числилось 184 хозяйства и 877 жителей (448 мужчин и 429 женщин), из которых преобладающая национальность — украинцы (148 хозяйств).

## Инфраструктура
Неподалёку от населённого пункта расположена авиабаза «Украинка», где дислоцируется командование 326-й тяжёлой бомбардировочной авиационной дивизии Военно-воздушных сил России. При авиабазе организован музей авиации.